# SD-Hauptamt
Das SD-Hauptamt war die oberste Führungsstelle des Sicherheitsdienstes des Reichsführers SS (SD), des Nachrichtendienstes der NSDAP.

## Organisation und Geschichte
Der Sicherheitsdienst der SS wurde im Herbst 1931 gegründet: In dieser Frühphase nutzte die Organisation vorerst Räume im Braunen Haus, dem Parteihauptquartier der NSDAP in München. Da dieser Arbeitsort als nicht sicher genug für die geplante Entwicklung eingeschätzt wurde, verlegte der Chef des SD Reinhard Heydrich noch im Dezember 1931 den Sitz in die Münchener Türkenstraße 23. Kurz vor der Machtergreifung der Nationalsozialisten am 27. Januar 1933 erhielt Heydrich den Befehl, sich sofort nach Berlin zu begeben und den Umzug des Sicherheitsdienstes dorthin vorzubereiten. Daraufhin bezog er für die SD-Zentrale ein Haus in Berlin-Westend. In den folgenden Monaten wurde der Ausbau der Organisation weiter vorangetrieben, den begonnenen Kampf um die Politische Polizei zu unterstützen und ein eigenes Führungspersonal zu rekrutieren. Vorrangig durch die Anwerbung der kurzfristig durch Heinrich Himmler ernannten Regionalleiter der Politischen Polizei der Länder sicherte sich Heydrich bis Anfang 1934 für den SD eine geeignete Leitungsstruktur.
Bis Anfang 1934 führte Reinhard Heydrich seine Organisation noch von München aus, wo er zum einen die Büros der Bayerischen Politischen Polizei (BPP), als deren Chef er seit März 1933 fungierte, zum zweiten das Hauptquartier des SD-Oberabschnitts Süd in der Leopoldstraße 10, als Zentralstellen zur Leitung des SD nutzte. Nachdem es der SS-Führung bis zum Frühjahr 1934 gelungen war, die Kontrolle über die Geheime Staatspolizei zu übernehmen, wurde Heydrich im April 1934 in Personalunion zum Chef des Geheimen Staatspolizeiamtes in Berlin und des SD ernannt. Bis zu diesem Zeitpunkt waren 80 % der Staatspolizeiämter mit  SD-Offizieren besetzt. Bereits Ende April 1934 wechselte Heydrich nach Berlin und betrieb, nun als Leiter des Geheimen Staatspolizeiamtes in der Prinz-Albrecht-Straße 8, den Umzug des Sicherheitsdienstes in die Hauptstadt. Am 9. Juni 1934, kurz vor der Ausschaltung der SA durch den sogenannten „Röhm-Putsch“, wurde dem SD offiziell durch den Erlass von Rudolf Heß der Status des einzigen Nachrichtendienstes innerhalb der NSDAP verliehen.
In Analogie zu anderen oberen Führungsbehörden von Teilbereichen der SS wurde der nun gebildeten zentralen Führungsstelle des SD der Name Hauptamt verliehen. Das so entstandene SD-Hauptamt war zu dieser Zeit neben dem Rasse- und Siedlungshauptamt (1935 in diesen Rang erhoben) und dem SS-Hauptamt eines von drei Hauptämtern, die in der SS bestanden. In späteren Jahren kamen zu diesen das Hauptamt Verwaltung und Wirtschaft (1939), das SS-Personalhauptamt (1939), das Hauptamt SS-Gericht (1939), das SS-Führungshauptamt (1940) und das Hauptamt Nationalpolitische Erziehung (1941) hinzu.

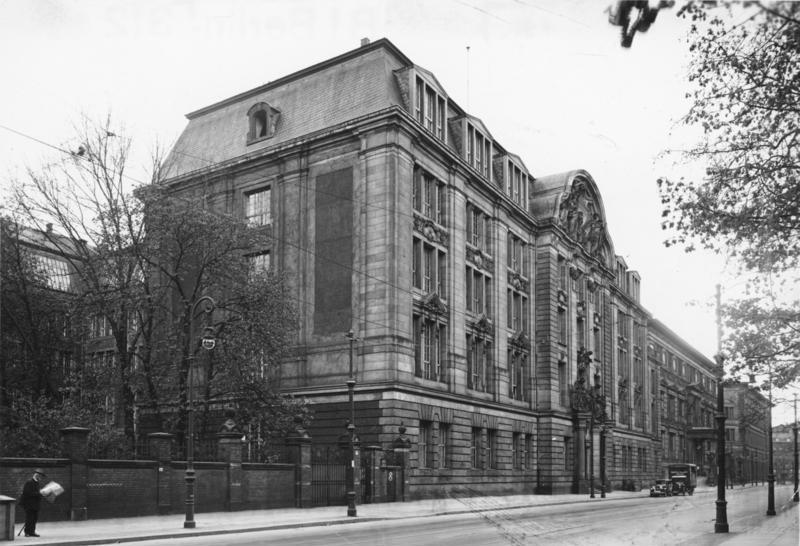
Geheimes Staatspolizeihauptamt in der Prinz-Albrecht-Straße 8, Berlin, 1933.

Als zukünftigen Sitz in Berlin bezog die SD-Führung im November 1934 das Prinz-Albrecht-Palais (Wilhelmstraße 102) in unmittelbarer Nähe zum Gestapo-Hauptquartier in der ehemaligen Kunstgewerbeschule (Prinz-Albrecht-Straße 8; beide Gebäude sind nicht erhalten). Das Hauptamt wurde zunächst in militärischer Weise in eine Adjutantur, Stabsabteilung und Zentralabteilung gegliedert. In den folgenden Jahren wurde die Organisation systematisch verfeinert: So wurden immer neue Abteilungen geschaffen was sich äußerlich in dem Umstand niederschlug, dass zwischen 1934 und 1939 ein umfassender Umbau des Prinz-Albrecht-Palais durchgeführt wurde: Die über sechs Meter hohen und saalartig gestreckten Räume des Gebäudes wurden mit Zwischendecken und Zwischenwänden versehen, um so eine Vielzahl kleiner Büroräume zu schaffen.
Das SD-Hauptamt stand in der pyramidalen Gliederungshierarchie des SD an der Spitze: Ihm unterstellt waren in drei Gliederungsstufen die elf SD-Oberabschnitte, die SD-(Leit)abschnitte und SD-Außenstellen, die sich als nachrichtendienstliches Netz über das ganze Reichsgebiet erstreckten.